# Jerzy Kronhold
Jerzy Antoni Kronhold (ur. 24 stycznia 1946 w Cieszynie, zm. 13 listopada 2022 w Żorach) – polski poeta, dyplomata i działacz kultury; dwukrotnie konsul generalny w Ostrawie (1991–1995, 2007–2011) oraz dyrektor Instytutu Polskiego w Bratysławie (2000–2006).

## Życiorys
Studiował polonistykę na Uniwersytecie Jagiellońskim w Krakowie, absolwent Państwowej Wyższej Szkoły Teatralnej im. A. Zelwerowicza w Warszawie na wydziale reżyserii dramatu (1984). Debiutował w roku 1965 w almanachu Łódzkiej Wiosny Poetów. Należał do krakowskiej grupy poetyckiej „Teraz”.
Organizator zjazdów poetyckich w Cieszynie w latach 1970–1972, w których uczestniczyła czołówka poetów Nowej Fali (był jej współtwórcą).
Na krótko związany z Teatrem Śląskim im. Stanisława Wyspiańskiego w Katowicach jako reżyser, a później kierownik literacki. W latach osiemdziesiątych prowadził w Cieszynie antykwariat im. Juliana Przybosia.
Aktywista i przejściowo rzecznik Solidarności Polsko-Czesko-Słowackiej. Pomysłodawca (wspólnie z Jakubem Mátlem) Festiwalu Teatralnego „Na Granicy” w Cieszynie i Czeskim Cieszynie, którym kierował przez dwa sezony. Organizator głośnych protestów przeciwko budowie koksowni w Stonawie (w 1989 r.).
Dwukrotnie konsul generalny RP w Ostrawie (w latach 1991–1996 i 2007–2011), a także dyrektor Instytutu Polskiego w Bratysławie (2000–2006). Był członkiem Stowarzyszenia Pisarzy Polskich do sierpnia 2020 roku.
Wśród oddanych do użytku 19 października 2018 roku na krakowskich Plantach literackich ławeczek opatrzonych imiennymi tabliczkami twórców związanych z Krakowem znalazła się również ławka Jerzego Kronholda.
Pochowany na Cmentarzu Komunalnym w Cieszynie (sektor VI, rząd 1, numer 10).

## Poezja
Jest autorem następujących tomów poetyckich:
- Samopalenie (1972) WL
- Baranek lawiny (1980) WL
- Oda do ognia (1982) Bielsko-Biała
- Niż (1990) Cieszyn
- Wiek brązu (2000) a5 Kraków
- Epitafium dla Lucy (2012) Fundacja Zeszytów Literackich
- Szlak jedwabny (2014)[7] Warstwy Wrocław
- Wybór wierszy (2014)[8] a5 Kraków
- Skok w dal (2016) WL
- Stance (2017)[9] Convivo Warszawa
- Adres w ciemnościach (2017) Muzeum Drukarstwa Cieszyn
- Pali się moja panienko (2019) WL
- Długie spacery nad Olzą (2020) WL

## Odznaczenia
- Złoty Krzyż Zasługi[10] (2005)
- Krzyż Oficerski Orderu Odrodzenia Polski[11] (2008)
- Złoty Laur Umiejętności i Kompetencji[12] (2010)
- Krzyż Wolności i Solidarności[13] (2015)

## Nagrody
- Nagroda im. Karola Miarki[14] (1993)
- Nagroda im. ks. Leopolda Jana Szersznika[15] (2016)
- Nagroda Literacka m.st. Warszawy[16] za tom Skok w dal (2017)
- Nagroda im. Krystyny i Czesława Bednarczyków[17] za tom Skok w dal (2018)

## Nominacje
- 2013 – nominacja do Nagrody Literackiej Gdynia za tom Epitafium dla Lucy[18]
- 2016 – nominacja do Nagrody Literackiej im. Juliana Tuwima
- 2017 – cztery nominacje: do Nagrody Literackiej „Nike”, do Wrocławskiej Nagrody Poetyckiej „Silesius”, do Nagrody Poetyckiej im. Wisławy Szymborskiej oraz do Orfeusza – Nagrody Poetyckiej im. K.I. Gałczyńskiego (finał nagrody) za tom Skok w dal[19][20][21][22]
- 2018 – trzy nominacje: do Orfeusza – Nagrody Poetyckiej im. K.I. Gałczyńskiego, do Nagrody Literackiej Gdynia oraz do Nagrody Literackiej „Nike” za tom Stance[23][24][25]
- 2020 – nominacja do Nagrody Poetyckiej im. Kazimierza Hoffmana „KOS” za tom Pali się moja panienko[26]
- 2021 – dwie nominacje: do Nagrody Literackiej „Nike” i do Nagrody Poetyckiej im. Kazimierza Hoffmana „KOS” za tom Długie spacery nad Olzą, ilustrowany na okładce obrazem Zbigniewa Bielawki[27][28][29]